# Direction des créances spéciales du Trésor
 (mai 2025).
Motif : Je ne vois pas trop la notoriété de cette direction spécialisée de la DGFP. De plus, les sources sont primaires et peu nombreuses.
- Archive Wikiwix
- Bing
- Cairn
- DuckDuckGo
- E. Universalis
- Gallica
- Google
- G. Books
- G. News
- G. Scholar
- Persée
- Qwant
- (zh) Baidu
- (ru) Yandex
- (wd) trouver des œuvres sur Wikidata

| 1. | Préciser le motif de la pose du bandeau. | Précisez le motif de la pose du bandeau en utilisant la syntaxe suivante : {{admissibilité à vérifier\|date=mai 2025\|motif=remplacez ce texte par le motif}}                                                   |
| 2. | Informer les utilisateurs concernés.     | Pensez à avertir le créateur de l'article, par exemple, en insérant le code ci-dessous sur sa page de discussion : {{subst:avertissement admissibilité à vérifier\|Direction des créances spéciales du Trésor}} |

La direction des créances spéciales du Trésor (DCST) est une direction spécialisée de la direction générale des Finances publiques. Elle assure des missions particulières relatives au recouvrement des recettes publiques.
Elle a été créée par l'arrêté du 5 mars 2010. relatif à sa création et à son organisation, modifié par l'arrêté du 2 octobre 2024, correspondant à l'ancienne "trésorerie générale des créances spéciales du Trésor".
Son siège est situé dans l'ancienne banque de France de Châtellerault.

## Missions
Liste non exhaustive de créances recouvertes par la DCST :
- Sanctions pécuniaires prononcées par l'Agence française anticorruption en application du V de l'article 17 de la loi n° 2016-1691 du 9 décembre 2016 relative à la transparence, à la lutte contre la corruption et à la modernisation de la vie économique ;

- Redevances de mise à disposition de fréquences radioélectriques et de gestion en application des articles L. 42-1 et L. 42-2 et R. 20-44-11 du code des postes et des communications électroniques ;

- Créances fiscales et autres créances publiques, dont l'assistance internationale au recouvrement est prévue par les conventions fiscales et les textes communautaires ;
- Droits d'enregistrement et taxes perçus au profit de la Caisse nationale d'assurance maladie des travailleurs salariés ;
- demandes d'enregistrement des médicaments traditionnels à base de plantes, de leurs modifications et de leur renouvellement.